# Bernardia heteropilosa
Bernardia heteropilosa là một loài thực vật có hoa trong họ Đại kích. Loài này được McVaugh mô tả khoa học đầu tiên năm 1961.